# Bospoederdonsklauwier
De bospoederdonsklauwier (Dryoscopus senegalensis) is een zangvogel uit de familie Malaconotidae (bosklauwieren).

## Verspreiding en leefgebied
Deze soort komt voor van Nigeria tot westelijk Oeganda en noordelijk Angola.

## Status
De grootte van de populatie is niet gekwantificeerd maar de soort wordt omschreven als zeldzaam tot plaatselijk algemeen. Op de Rode lijst van de IUCN heeft deze soort de status niet bedreigd.